# املگم
املگم (به لاتین: Emelgem) یک منطقهٔ مسکونی در بلژیک است که در ایزژم واقع شده‌است. املگم ۵٫۴۴ کیلومتر مربع مساحت دارد.